# Cristóbal Martín de Herrera

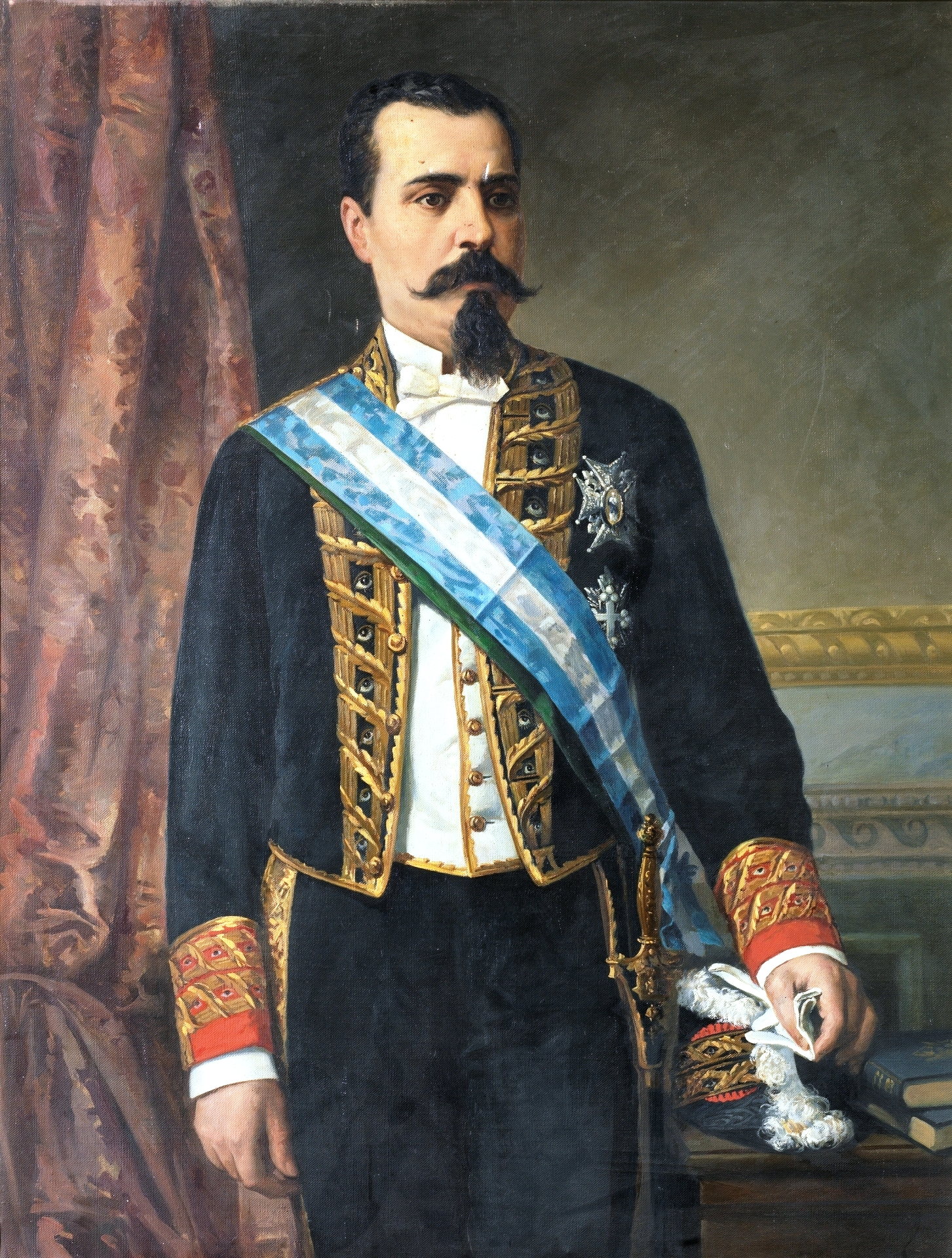
Cristóbal Martín de Herrera, por Francisco Maura y Montaner. Ca. 1880. (Museo del Prado, Madrid).

Cristóbal Martín de Herrera (Aldeadávila de la Ribera, 20 de marzo de 1831-Madrid, 1878) fue un abogado y político español, ministro de Gracia y Justicia durante la regencia del general Serrano, ministro de Ultramar durante el reinado de Amadeo I y ministro de Fomento y nuevamente de Gracia y Justicia y de Ultramar durante el reinado de Alfonso XII.

## Biografía
Militante del Partido Moderado obtuvo acta de diputado en el Congreso en las elecciones de 1858 por las circunscripción de Salamanca volviendo a obtener dicho escaño en varios de los siguientes procesos electorales hasta los de 1876 en los que ocupó la vicepresidencia de la Cámara.
Fue ministro de Gracia y Justicia entre el 18 de junio y el 13 de julio de 1869 en un gabinete Prim, cartera que volvería a ocupar entre el 2 de diciembre de 1875 y el 14 de enero de 1877, en esta ocasión en un gobierno presidido por Cánovas y en el que también desempeñaría las carteras de ministro de Fomento, entre el 12 de septiembre y el 2 de diciembre de 1875, y de Ultramar, entre el 14 de enero de 1877 y el 12 de febrero de 1878; anteriormente ya había ocupado la cartera de Ultramar en un gabinete Sagasta, entre el 20 de enero y el 26 de mayo de 1872.